# لعبة سلسلة الكتل
لعبة سلسلة الكتل أو لعبة رموز غير قابلة للاستبدال أو لعبة تشفير أو لعبة (نقحرة: بلوكشين) (بالإنجليزية: blockchain game, NFT game, crypto game) هي لعبة فيديو تتضمن عناصر تستخدم تقنيات سلسلة الكتل (بلوكشين) القائمة على التشفير، غالبًا ما تستند هذه الألعاب إلى استخدام العملات المعماة أو الرموز غير القابلة للاستبدال (NFTs) التي يمكن للاعبين شراؤها أو بيعها أو المتاجرة بها مع لاعبين آخرين، حيث يأخذ ناشر اللعبة رسومًا من كل معاملة كشكل من أشكال تحقيق الدخل.
تُعرف مجموعة فرعية من هذه الألعاب أيضًا باسم «الكسب من اللعب» أو «الكسب من المشي» لأنها تتضمن أنظمة تسمح للاعبين بكسب العملات المشفرة من خلال اللعب أو المشي، وعلى الرغم من أن ألعاب سلسلة الكتل متاحة منذ عام 2017، إلا أنها قد جذبت انتباه صناع ألعاب الفيديو فقط بدءًا من عام 2021.

## المفهوم
تعد تقنية سلسلة الكتل مثل العملات المشفرة والرموز غير قابلة للاستبدال، طرقًا محتملة لتحقيق الدخل من ألعاب الفيديو، وقد تسمح بعض الألعاب أيضًا بتداول العناصر الافتراضية باستخدام عملة العالم الحقيقي، ولكن قد يعتبر هذا غير قانوني في بعض البلدان حيث يُنظر إلى ألعاب الفيديو على أنها شبيهة بالمقامرة، ولذلك ابتعد الناشرون عن السماح للاعبين بكسب أموال حقيقية من الألعاب. عادةً ما تسمح هذة الألعاب للاعبين بتداول العناصر داخل اللعبة مقابل العملات المشفرة، والتي يمكن استبدالها بعد ذلك مقابل المال، مما قد يتجنب بعض المشكلات المرتبطة بالأسواق الرمادية بسبب إمكانية تتبع سلسلة الكتل.

## التاريخ

### تاريخ الألعاب

#### القطط المشفرة
أول لعبة معروفة تستخدم تقنيات سلسلة الكتل كانت لعبة «القطط المشفرة» التي أطلقتها شركة «اكسيوم زين» في نوفمبر 2017 لأجهزة الكمبيوتر الشخصية، سيشتري اللاعب رمز غير قابل للاستبدال باستخدام كمية من عملة الإيثريوم، ويتكون كل رمز من حيوان أليف افتراضي يمكن للاعب جعله يتكاثر مع الآخرين لإنشاء ذرية بسمات مشتركة جديدة. عندما بيع حيوان أليف افتراضي بأكثر من 100,000 دولار أمريكي، وبسبب هذا تصدرت اللعبة عناوين الصحف في ديسمبر 2017، تسببت اللعبة في ازدحام كبير على شبكة إيثريوم بعد وقت قصير من إطلاقها، مع ما يقرب 30 ٪ من جميع معاملات الإيثريوم في ذلك الوقت كانت للعبة، وذلك كله كان يؤخر معاملات اللاعبين، حيث كانت تخشى من بعض المشاكل بسبب تدفق الكثير من المستخدمين إليها وخاصة من الصين.

#### ساند بوكس
هي عبارة عن منصة اشترت في عام 2018 الاسم التجاري للعبة «ذي ساند بوكس» وهي لعبة فيديو صدرت في عام 2012، يمكن للاعبين صنع عناصر داخل اللعبة باستخدام صندوق أدوات اللعبة ثم بيعها باستخدام العملة المشفرة الخاصة باللعبة، للآخرين الذين يمكنهم عرضها في المناظر الطبيعية الافتراضية الخاصة بهم.

#### أكسي أنفينيتي
لعبة أكسي أنفينيتي الذي تم إصدارها في 2018 بواسطة شركة سكاي مافيس، تعد مثالاً على لعبة «الكسب من اللعب»، حيث تحفز اللعبة اللاعبين على شراء ثم تحسين رموزهم غير قابلة للاستبدال من خلال الأنشطة داخل اللعبة والتي يعيد الناشر بيعها بعد ذلك للاعبين الآخرين، مع حصول اللاعب على تعويض عن عمله، حيث كانت اللعبة الأكثر شيوعًا في الفلبين، تمكن بعض اللاعبين من كسب ما يكفي من تكاليف معيشتهم من خلال اللعب والمشاركة في الهيكل المالي للعبة. لكن بعد اختراقها أوائل عام 2022، والذي شهد سرقة أكثر من 600 مليون دولار من اللعبة، الذي بدوره أدى إلى انخفاض كبير في عدد اللاعبين وأثر على اقتصاد اللعبة. أزالت سكاي مافيس خاصية «الكسب من اللعب» على مواقعها على الإنترنت، والذي ادى إلى انخفاض في قيمة الرموز المميزة الخاصة بها. أصبحت يوبي سوفت في منتصف عام 2018 عضوًا مؤسسًا في تَحالُف ألعاب سلسلة الكتل، جنبًا إلى جنب مع عدد من شركات سلسلة الكتل الرائدة.

### التخبط
بحلول أوائل عام 2020 لم يكن هناك نجاح كبير في ألعاب الفيديو التي تستخدم تقنية سلسلة الكتل، تميل مثل هذه الألعاب إلى التركيز على استخدام التقنية للمضاربة بدلاً من أشكال اللعب التقليدية، وهذا يوفر جاذبية محدودة لمعظم اللاعبين، تمثل مثل هذه الألعاب أيضًا مخاطرة عالية للمستثمرين حيث يصعب التنبؤ بإيراداتها. فإن النجاحات تكون محدودة لبعض الألعاب، مثل أكسي إنفينيتي أثناء جائحة فيروس كورونا كانت نجاحاتها كبيرة، وزيادة اهتمام الشركات بالمحتوى ميتافيرس (العالم الافتراضي)، وإعادة الاهتمام بمجال كيمفاي - وهو مصطلح يصف تقاطع ألعاب الفيديو والتمويل، وعادة ما يكون مدعومًا بواسطة تقنية سلسلة الكتل أو عملة مشفرة - في النصف الثاني من عام 2021. في نهاية عام 2021 ذكر العديد من الناشرين الرئيسيين، بما في ذلك يوبي سوفت وإلكترونيك آرتس وتيك-تو إنترأكتيف وسكوير إنكس، أن الألعاب المستندة إلى سلسلة الكتل ورموز غير قابلة للاستبدال تخضع لدراسة جادة لشركاتهم في المستقبل.
حظرت شركة فالف ألعاب سلسلة الكتل في أكتوبر 2021، وايضا تلك التي تستخدم العملات المشفرة ورموز غير قابلة للاستبدال، من الاستضافة على خدمة واجهة متجر ستيم، والتي تُستخدم على نطاق واسع لألعاب الكمبيوتر. أوضح الرئيس التنفيذي للشركة جايب نويل، وقال «إن الطرق التي تم استخدامها بها كلها في الوقت الحالي بسيطة للغاية، وتريد الشركة نوعًا ما الابتعاد عن ذلك». استجاب الصحفيون واللاعبون بشكل إيجابي لقرار الشركة، لان هذه اللعاب تتمتع بسمعة حول عمليات الاحتيال بين معظم لاعبي أجهزة الكمبيوتر، بينما حث ناشرو ألعاب سلسلة الكتل والمطورين شركة فالف على إعادة النظر في موقفهم. قالت شركة إيبك غيمز، التي تدير إيبك غيمز ستور في منافسة مع ستيم، إنها ستكون مفتوحة لقبول ألعاب سلسلة الكتل، في أعقاب رفض شركة فالف.
أعلنت يوبي سوفت عن دخولها في ألعاب سلسلة الكتل من خلال تقنية يوبي سوفت كوارتز الخاصة بها، والتي تستند إلى إثبات ملكية عملة تيزوس المشفرة، قامت بإطلاق لعبة بلوكشين لأول مرة لـ توم كلانسيز غوست ريكون بريكبوينت في ديسمبر 2021. في نفس اليوم صرحت آرس تكنيكا أن «خطط يوبي سوفت.. لا معنى لها» لأن نظام كوارتز يتم التحكم فيه بعمق بواسطة يوبي سوفت لدرجة أن قاعدة بيانات داخلية تقليدية بسيطة. انتقد المستخدمون التكنولوجيا لأن شروط خدمة يوبي سوفت تنص على أن الشركة «لا تتحمل أي مسؤولية» عن المطالبات أو الأضرار، وتدرك أنها «قد تكون عرضة لنقاط ضعف محددة، مما يجعلها أهدافًا محتملة لتهديدات محددة للأمن السيبراني، وتتنصل من» المسؤولية في المخاطر التي ينطوي عليها استخدام هذه التكنولوجيا الجديدة».
قامت يوبي سوفت في 9 ديسمبر بحذف مقطع الفيديو الإعلاني على يوتيوب، بعد رد فعل المشاهدين وعدم إعجابهم بالمشروع. وانتقدت نقابة العمال الفرنسية خطة يوبي سوفت لكوارتز، مشيرة إلى أن تقنية سلسلة الكتل «ضارة، وعديمة القيمة، وليس لها مستقبل»، وأنها «تقنية غير مجدية ومكلفة ومهينة بيئيًا ولا تجلب أي شيء لألعاب الفيديو». بعد إصدارها الأولي كان حجم التجارة لـ Digits صفرًا تقريبًا. اشتكى اللاعبون الذين استخدموها من عدم ملاحظة أحد للأرقام أثناء المباريات متعددة اللاعبين. أصدرت يوبي سوفت في 17 مارس 2022 نوع آخر من Digit وأنهت دعم اللعبة بعد ذلك بوقت قصير.

## الانتقادات
قال فيل سبنسر الرئيس التنفيذي لشركة إكس بوكس، فيما يتعلق بألعاب سلسلة الكتل «أن بعض المواد الإبداعية التي أراها اليوم تبدو أكثر استغلالية من الترفيه». بعدها اقترحت منصة ديسكور في نوفمبر 2021 من المحتمل استخدام إيثريوم مع عملائها، وتلقت إنتقادات من المستخدمين على إدراج العملة المشفرة، بعدها قررت التراجع عن قرارها، مؤكدين أنه ليس لديهم خطط محددة لإدراجها.
كتب روب فاهي في غيمر نيتورك في نوفمبر 2021 أن نموذج الأعمال «الكسب من اللعب» مشابه للأنظمة السابقة، وجادل بأن نموذج العمل يمكن أن يعيد تقديم ندرة مصطنعة للعملة داخل اللعبة من العناصر أو الشخصيات، وأنه من المحتمل أن يكون للأسواق داخل اللعبة نظام دفع حيث يأخذ مطور اللعبة حصة عندما يبيع اللاعبون عنصرًا في السوق إلى بعضهم البعض.
أعلنت جي إس سي جيم ورلد في ديسمبر 2021 نيتها تضمين رموز غير قابلة للاستبدال كجزء من ستالكير:قلب تشيرنوبل، ولكن بسبب شكاوى اللاعبين، أعلنوا بعد يوم واحد أنهم لن يتابعوا بهذا المجال داخل اللعبة.
صرح جوزيف فارس مدير إت تيكس تو في ديسمبر 2021، أنه يفضل الحصول على «رصاصة في الركبة» بدلاً من تضمين رموز غير قابلة للاستبدال في أي من ألعابه. حيث وصف الصحفي المتخصص في مجال الألعاب جايسون شراير نموذج «الكسب من اللعب» في تقنية سلسلة الكتل بأنه تسويق هرمي.
قام المطورون المنافسون لألعاب اللياقة «الكسب من المشي» إلى اتهام بعضهم البعض بأنهم سلسلة بونزي للإشارة إلى الاحتيال، حيث اعترف أحد المطورين، بأن ألعاب اللعب من أجل الربح يتطلب عدد ثابت من لاعبين جدد وإلا سينهار اقتصادهم.
ذكر التقرير السنوي الصادر عن مؤتمر مطوري الألعاب لعام 2022 أن 70٪ من المطورين الذين شملهم الاستطلاع قالوا إنهم غير مهتمين بألعاب سلسلة الكتل، بينما قال 28٪ إنهم مهتمون بها بشدة أو إلى حد ما، وقال 1٪ فقط إنهم يدمجونها في ألعابهم.
بالإضافة إلى ذلك قال 72٪ من المطورين إنهم لم يكونوا مهتمين بالعملة المشفرة كأداة دفع للألعاب، بينما قال 27٪ إنهم مهتمون جدًا أو إلى حد ما، وقال 1٪ فقط إنهم يفعلون ذلك بالفعل. تضمن خطاب سكوير إنكس السنوي الذي عبر عن اهتمامه بالرموز غير قابلة للاستبدال في ألعاب الفيديو، قوبل برد فعل عنيف من المعجبين.